# Capitale-Nationale
Capitale-Nationale – region administracyjny w kanadyjskiej prowincji Quebec. Obejmuje obszar stolicy prowincji- miasta Quebec i przyległych terenów. Capitale-Nationale podzielona jest na 6 regionalnych gmin hrabstwa oraz 67 gmin.
Capitale-Nationale ma 700 616 mieszkańców. Język francuski jest językiem ojczystym dla 95,5%, angielski dla 1,4% mieszkańców (2011).
Regionalne gminy hrabstwa (MRC):
- Charlevoix
- Charlevoix-Est
- La Côte-de-Beaupré
- La Jacques-Cartier
- L’Île-d’Orléans
- Portneuf

Cztery gminy znajdują się poza MRC:
- miasto Québec
- miasto L’Ancienne-Lorette
- gmina Saint-Augustin-de-Desmaures
- parafia Notre-Dame-des-Anges

Jedna gmina autochtoniczna znajduje się poza MRC:
- rezerwat indiański Wendake